# آپتل
آپتل (به انگلیسی: Aptel) یا شرکت نگین ارتباطات آوا در سال 1396 توانست، پروانه فعالیت اپراتور مجازی تلفن همراه به شماره 12-100-100 را از سازمان تنظیم مقررات و ارتباطات رادیویی اخذ کرده و فعالیت تجاری خود را با برند آپتل آغاز کند.
آپتل به عنوان اولین برند تجاری اپراتور مجازی تلفن همراه شرکت نگین ارتباطات آوا، علاوه بر ارائه خدمات پایه ارتباطی تماس، پیامک و اینترنت همراه، خدمات ارزش افزوده خود را با توجه به سبک زندگی دیجیتال مشترکان به صورت خاص و متفاوت ارائه می‌نماید.
آپتل به عنوان اولین برند تجاری اپراتور مجازی تلفن همراه شرکت نگین ارتباطات آوا، علاوه بر ارائه خدمات پایه ارتباطی تماس، پیامک و اینترنت همراه، خدمات ارزش افزوده خود را با توجه به سبک زندگی دیجیتال مشترکان به صورت خاص و متفاوت ارائه می‌نماید.
علاوه بر ارائه خدمات به مشترکان حقیقی، آپتل در حوزه‌های اینترنت اشیا (IoT/M2M)، سیم‌کارت‌های سازمانی، شبکه امن همراه (APN)، اینترنت دیگر پرداخت (Sponsored Data) و ارائه دیتا +4G بر مبنای مودم، به سازمان‌ها و مشترکان حقوقی خدمت‌رسانی می‌کند.

## پیش شماره آپتل
پیش شماره اپراتور مجازی نوع اول آپتل 09991 می باشد.

## روش های شارژ و خرید بسته آپتل
مشترکین آپتل با شماره گیری کد #۹۹ *  از خط آپتل و یا کد دستوری #۷۳۳* از خط آپتل و دیگر خطوط می توانند برای خرید شارژ و بسته خط آپتل خود اقدام کنند . همچنین از طریق اپلیکیشن آپ  و وبسایت اپراتور آپتل می توان برای خرید شارژ و بسته اقدام نمود.

## تعداد مشترکان فعال آپتل
اپراتور مجازی آپتل بر اساس اخبار منتشر شده در حدود ۱۰۰ هزار مشترک فعال دارد.

## پوشش آپتل
مشترکان آپتل در سراسر ایران می توانند از شبکه ایرانسل یا همراه اول استفاده کنند.

## منبع
1. ↑  «درباره آپتل». www.aptel.ir. دریافت‌شده در ۲۰۲۴-۰۲-۱۵.
2. ↑  «درباره آپتل». www.aptel.ir. دریافت‌شده در ۲۰۲۴-۰۲-۱۵.
3. ↑  «- آپتل: صفحه رسمی اپراتور آپتل | ایساج». esaj.ir. دریافت‌شده در ۲۰۲۴-۰۲-۱۵.
4. ↑  «خدمات سازمانی». www.aptel.ir. دریافت‌شده در ۲۰۲۴-۰۲-۱۵.
5. ↑  «پیش شماره آپتل». www.aptel.ir. دریافت‌شده در ۲۰۲۵-۰۷-۱۰.
6. ↑  «کدهای دستوری آپتل». www.aptel.ir. دریافت‌شده در ۲۰۲۵-۰۸-۰۶.
7. ↑  «کد دستوری 733». آسان پرداخت.
8. ↑  «کدهای دستوری آپتل». www.aptel.ir. دریافت‌شده در ۲۰۲۵-۰۷-۱۰.
9. ↑  «پوشش آپتل شبکه هوشمند». aptel.ir. دریافت‌شده در ۲۰۲۵-۰۷-۱۰.